# Christophe Parra
Pour les articles homonymes, voir Parra (homonymie).
Christophe Parra, né le 9 juin 1971 à Marseille, est un joueur et entraîneur français de football.

## Biographie
Après avoir joué et entraîné l'Étoile sportive La Ciotat, il devient en 2011 entraîneur de l'équipe féminine de l'Olympique de Marseille lors de sa refondation. L'OM démarre au bas de la hiérarchie, dans le championnat du district de Provence, et accède en fin de saison via des barrages à la Division d'Honneur Challenger. 
L'OM de Christophe Parra est promu la saison suivante en Division d'Honneur Élite, puis valide sa montée en deuxième division à l'issue de la saison 2013-2014. Lors de la saison 2014-2015, les Olympiennes terminent deuxième du groupe C de deuxième division, à cinq points du Nîmes Metropole Gard. La saison 2015-2016 se conclut sur la montée du club en première division, trente-quatre ans après leur dernière apparition et un titre de championnes de France de D2 officialisé lors de l'avant-dernière journée. La saison 2016-2017 voit les Olympiennes terminer au pied du podium de la D1, s'assurant la quatrième place dès la 21e journée ; Christophe Parra est désigné meilleur entraîneur de la D1 féminine de la saison par la Fédération française de football.
La saison 2017-2018 voit Christophe Parra et son équipe être relégués en deuxième division ; les Olympiennes remontent à l'issue de la saison 2018-2019 mais redescendent dans la foulée en 2020 dans une saison tronquée à cause de la pandémie de Covid-19.
Le 5 juillet 2021, il prolonge son contrat avec le club phocéen.
Il est remplacé par Franck Borrelli en février 2022.